# Luthätta
Luthätta (Mycena stipata) är en svampart som beskrevs av Maas Geest. & Schwöbel 1987. Enligt Catalogue of Life ingår Luthätta i släktet Mycena,  och familjen Mycenaceae, men enligt Dyntaxa är tillhörigheten istället släktet Mycena,  och familjen Favolaschiaceae. Arten är reproducerande i Sverige. Inga underarter finns listade i Catalogue of Life.

## Källor

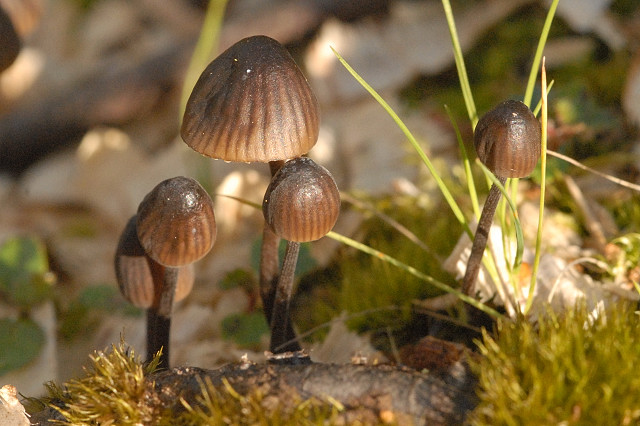
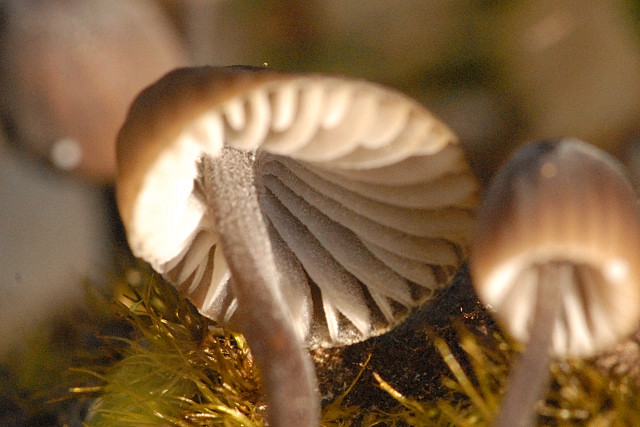
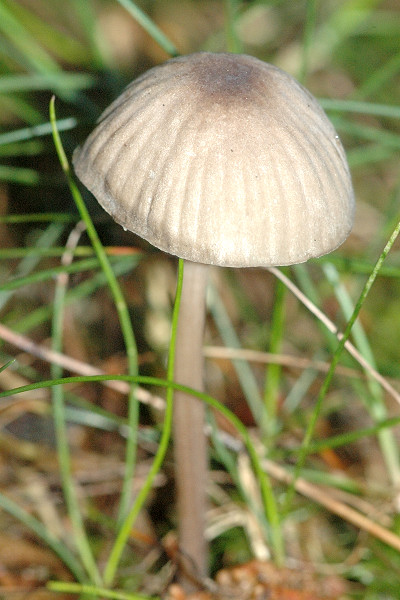
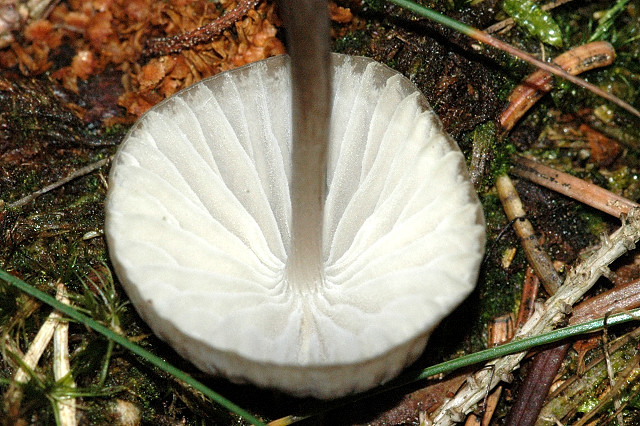